# Ісмагіловська сільська рада
Ісмагі́ловська сільська рада (рос. Исмагиловский сельский совет) — муніципальне утворення у складі Аургазинського району Башкортостану, Росія. Адміністративний центр — село Ісмагілово.

## Населення
Населення — 1016 осіб (2019, 1174 в 2010, 1165 в 2002).

## Склад
До складу поселення входять такі населені пункти:
| Населений пункт         | Населення, осіб (2002) | Населення, осіб (2010) |
| ----------------------- | ---------------------- | ---------------------- |
| Дар'євка, присілок      | 4                      | 4                      |
| Ісмагілово, село        | 828                    | 918                    |
| Нікольське, село        | 37                     | 18                     |
| Новотимошкино, присілок | 204                    | 144                    |
| Покровка, присілок      | 21                     | 17                     |
| Уксунни, присілок       | 71                     | 73                     |